# هوارد ك. لورانس
هوارد ك. لورانس (بالإنجليزية: Howard C. Lawrence)‏ هو سياسي أمريكي، ولد في 14 أغسطس 1890، وتوفي في 20 مايو 1961. حزبياً، نشط في الحزب الجمهوري.